# Bīkash
Bīkash (persiska: بيكَش, بیکش) är en ort i Iran.   Den ligger i provinsen Kurdistan, i den nordvästra delen av landet, 500 km väster om huvudstaden Teheran. Bīkash ligger 1 460 meter över havet och antalet invånare är 245.
Terrängen runt Bīkash är lite bergig.Runt Bīkash är det ganska tätbefolkat, med 93 invånare per kvadratkilometer. Närmaste större samhälle är Sīser, 11,4 km norr om Bīkash. Trakten runt Bīkash består i huvudsak av gräsmarker.